# Brzuśnik
Brzuśnik [pronunciación en polaco: /ˈbʐuɕnik/] es un pueblo ubicado en el distrito administrativo de Gmina Radziechowy-Wieprz, dentro del condado de Żywiec, Voivodato de Silesia, en el sur de Polonia. Se encuentra a unos 7 kilómetros al sur de Żywiec y a 70 kilómetros al sur de la capital regional, Katowice.
El pueblo tiene una población aproximada de 840.